# Non-stop je te plie en deux
Albums de We Are Wolves
Total Magique
(2007)
Non-stop je te plie en deux est le premier album du groupe de rock indépendant québécois We Are Wolves sorti en septembre 2005 sur le label Fat Possum Records.

## Liste des titres
| 1.    | Little Birds                       | 3:15 |
| 2.    | L.L. Romeo                         | 4:04 |
| 3.    | La Nature                          | 5:44 |
| 4.    | Snare Me                           | 3:25 |
| 5.    | Namaï-Taïla-Cambodge (Go-Tabla-Go) | 5:37 |
| 6.    | Non Stop                           | 3:02 |
| 7.    | Moi, Rythme Magique                | 0:24 |
| 8.    | Vosotros, Monstruos                | 2:53 |
| 9.    | T.R.O.U.B.L.E.                     | 3:57 |
| 10.   | We Are All Winners                 | 2:57 |
| 11.   | Glazé, Blazé (Glazed the Blazed)   | 1:26 |
| 36:43 |                                    |      |

### Chroniques
- (en) Sean Ford, « We Are Wolves - Non-Stop Je Te Plie en Deux », sur Coke Machine Glow, 16 novembre 2007 (consulté le 5 mai 2020)
- (en) JR, « We Are Wolves - Non-Stop Je Te Plie En Deux », sur IGN, 19 octobre 2005 (consulté le 5 mai 2020)
- Patrick Baillargeon, « We Are Wolves : Qui a peur des loups? - We Are Wolves sort de sa tanière avec un nouvel album totalement magique! », sur Voir, 4 octobre 2007 (consulté le 21 mai 2020)